# Piekiełko (Brusy-Wybudowanie)
Piekiełko – część wsi Brusy-Wybudowanie w Polsce, położona w województwie pomorskim, w powiecie chojnickim, w gminie Brusy. Wchodzi w skład sołectwa Brusy-Wybudowanie.
W latach 1975–1998 Piekiełko administracyjnie należało do województwa bydgoskiego.